# Zygmunt Saloni
Zygmunt Adam Saloni (n. 17 octombrie 1938 în Varșovia)– lingvist polonez de polonistică, în special interesat de principiile formale ale limbii polone, cum ar fi flexiunea și sintaxa, dar și de lexicografie. A contribuit  enorm la dezvoltarea instrumentelor și resurselor de formare computerizată a limbii polone, în special a flexiunii: mulțumită lui a luat ființă „Indexul schematic a tergo a formelor exprimate poloneze”  început de către Jan Tokarski. Ultimul proiect de echipă în acest domeniu este „Dicționarul gramaticii  limbii polone”. (http://sgjp.pl/). Totodată și-a adus contribuția la formarea „Dicționarului polonisticii frecvente contemporare”, început de către I. Kurcz, A. Lewicki, J. Sambor Woronczaka (Kraków: IJP PAN 1990-1991), la care cea mai mare contribuție a avut-o Krzysztof Szafran.
Fiu al doi istorici de literatură polonă Janina Kulczyckiej-Saloni și Juliusz Saloni.
Maria Saloni- Sadowska, arhitect este cel mai cunoscut dintre cei patru copii.
Membru al Comitetului de Lingvistică PAN. A absolvit două secții universitare, polonistică precum și matematică, ceea ce înseamnă că textele sale se caracterizează printr-o integritate logică foarte mare și  rigoare metodologică. Din pasiune și vocație pentru profesia de învățător, și-a început profesia predând limba polonă la liceul din Varșovia (în care viitoarea soție i-a fost elevă) dar a predat de asemenea și la școala elementară.
A predat la Universitatea din Varșovia (în Varșovia și în filiala din Białymstok, care ulterior a devenit Universitatea din Białymstok), apoi la Universitatea Warmińsko-Mazurski, Secția Umană din Olsztyn. În anul 2009 a început din nou să predea la Universitatea din Varșovian, Secția de Lingvistică Aplicată.
S-a făcut cunoscut de asemenea în calitate de editor al „Operelor alese” poetice ale cunoscutului satirist Janusz Szpotański, în privat prietenul său, pentru editura londoneză Plus (editura poloneză din anul 1990, editura digitală în anul 2010 http://monika.univ.gda.pl/~literat/szpot/index.htm Arhivat în 19 aprilie 2009, la Wayback Machine.).
Întreaga bibliografie a muncii sale până în anul 2001 (259 poziții) este cuprinsă în cartea  „Nu este fără însemnătate...lucrări oferite Profesorului Zygmunt Saloni cu ocazia jubileului de 15000 zile a muncii științifice” (Białystok 2001). Câteva observații stau mărturie în subsolul cu referire la adresa volumului „Prima încercare de pregătire a tomului”, preluată acum câțiva ani nu a reușit să fie ținută în secret și- cu privire la protestele severe ale Jubileului- ar fi trebuit să renunțe.